# خوآن کوگن
خوآن کوگن (اسپانیایی: Juan Coghen‎؛ زادهٔ ۹ ژوئیهٔ ۱۹۵۹) بازیکن هاکی روی چمن اهل اسپانیا بود.